# Nebritus powelli
Nebritus powelli är en tvåvingeart som beskrevs av Webb och Irwin 1991. Nebritus powelli ingår i släktet Nebritus och familjen stilettflugor.
Artens utbredningsområde är Kalifornien. Inga underarter finns listade i Catalogue of Life.